# Filip Oberger
Axel Filip Ragnar Oberger, född Ericson 14 augusti 1896 i Tranås, död 3 maj 1967 i Stockholm, var en svensk advokat och ekonomikrönikör.
Filip Oberger var ett av sju barn till bankkamreren David och Emilia Ericson i Tranås. Riksdagsmannen och jordbrukaren  Oscar Ericson (Ericson i Oberga) var hans farbror. Han utbildade sig på Handelshögskolan i Stockholm med ekonomisk examen 1912 och på Stockholms högskola med jur.kand-examen 1932. Han verkade som affärsjurist i Stockholm från 1932, varvid som advokat i egen advokatfirma från 1937.
Filip Oberger medarbetade med ekonomiska krönikor i Teknisk Tidskrift, Svensk Finanstidning, Sunt förnuft och Svensk Handelstidning. Mellan 1929 och 1941 skrev han de årliga ekonomiska översikterna i Teknisk Tidskrift.